# Lumpy-skin-Krankheit
Die Lumpy-skin-Krankheit (Syn. Dermatitis nodularis, Knötchenkrankheit der Rinder, engl. Lumpy Skin Disease) ist eine nicht auf den Menschen übertragbare Viruskrankheit bestimmter Arten von Wiederkäuern, die mit knotigen Veränderungen der Haut, der Schleimhäute und in den inneren Organen einhergeht. Betroffene Tiere sind ferner durch Abmagerung, vergrößerte Lymphknoten und Hautödeme gekennzeichnet und können an der Krankheit gelegentlich verenden.

## Vorkommen
Die Erkrankung ist vor allem in Afrika endemisch. In Europa wurden erstmals 2015 Ausbrüche registriert, die alle in Griechenland nahe der türkischen Grenze auftraten. 2016 hat sich die Erkrankung auf den gesamten südlichen Balkan (Bulgarien, Mazedonien, Serbien, Albanien, Montenegro und Kosovo) ausgebreitet. In Indien trat 2022 in sechs Bundesstaaten eine Epidemie auf, der 57.000 Rinder zum Opfer fielen.
Im Juni 2025 kam es zu Ausbrüchen auf Sardinien und in der Lombardei, am 30. Juni 2025 in Frankreich an der Grenze zur Schweiz.

## Ätiologie und Verbreitung
Der Erreger ist das Lumpy skin disease virus (LSDV, veraltet Capripoxvirus bovis nodularis) aus der Gattung Capripoxvirus und gehört zur Unterfamilie Chordopoxvirinae der Pockenviren. Das Genom ist ein einzelnes (d. h. unsegmentiertes) lineares Doppelstrang-DNA-Molekül.
Die Krankheit ist in Afrika endemisch. Hauptwirt ist das Rind, aber auch Büffel, Giraffen und Impalas sind empfänglich. Die Morbidität beträgt 5 bis 45 %, die Mortalität ist mit 1 bis 5 % jedoch niedrig. Bei ungeimpften Rindern tritt alle fünf bis sechs Jahre eine Epidemie auf. Das Virus wird vorwiegend über Stechinsekten verbreitet, wobei die Übertragung rein mechanisch erfolgt. Auch eine Verbreitung durch mit virushaltigem Speichel verunreinigten Gegenständen ist möglich.

## Klinik
Die Inkubationszeit beträgt 2 bis 4 Wochen. Symptome sind Fieber, vermehrter Tränenfluss und Nasenausfluss. Bei schwerer betroffenen Tieren entwickeln sich zahlreiche Knoten in der Haut und den Schleimhäuten von Auge, Nase, Maul und Genitalien. Aufgrund dieses Bildes erhielt die Krankheit ihren Namen (lumpy skin – „Beulenhaut“). Die Knoten zerfallen nekrotisch und werden häufig bakteriell sekundär infiziert.
Die Erkrankung kann auch subklinisch mit mildem Fieber und wenigen Hautläsionen verlaufen.

## Diagnose
Das klinische Bild erlaubt bereits eine Verdachtsdiagnose. Beweisend ist die Virusisolierung und -identifikation durch Elektronenmikroskopie oder immunologische Methoden (ELISA). Antikörper können durch Immunfluoreszenz, Virusneutralisationstest und Western Blot nachgewiesen werden. Als Labormaterial sind Proben der Haut (Hautstanzen), Speichel- und Blutproben geeignet.

## Bekämpfung
Die Erkrankung ist eine anzeigepflichtige Tierseuche. In Endemiegebieten werden Lebendimpfstoffe auf der Basis des Schafpockenvirus eingesetzt.
In der Schweiz ist es eine meldepflichtige Tierseuche. Die Impfung ist in der Schweiz nicht zugelassen und verboten. Mit dem Ausbruch im Juni 2025 im angrenzenden Frankreich wurden jedoch in der Überwachungszone (Kanton Genf) vorsorglich alle empfänglichen Tiere geimpft.